# Baracă

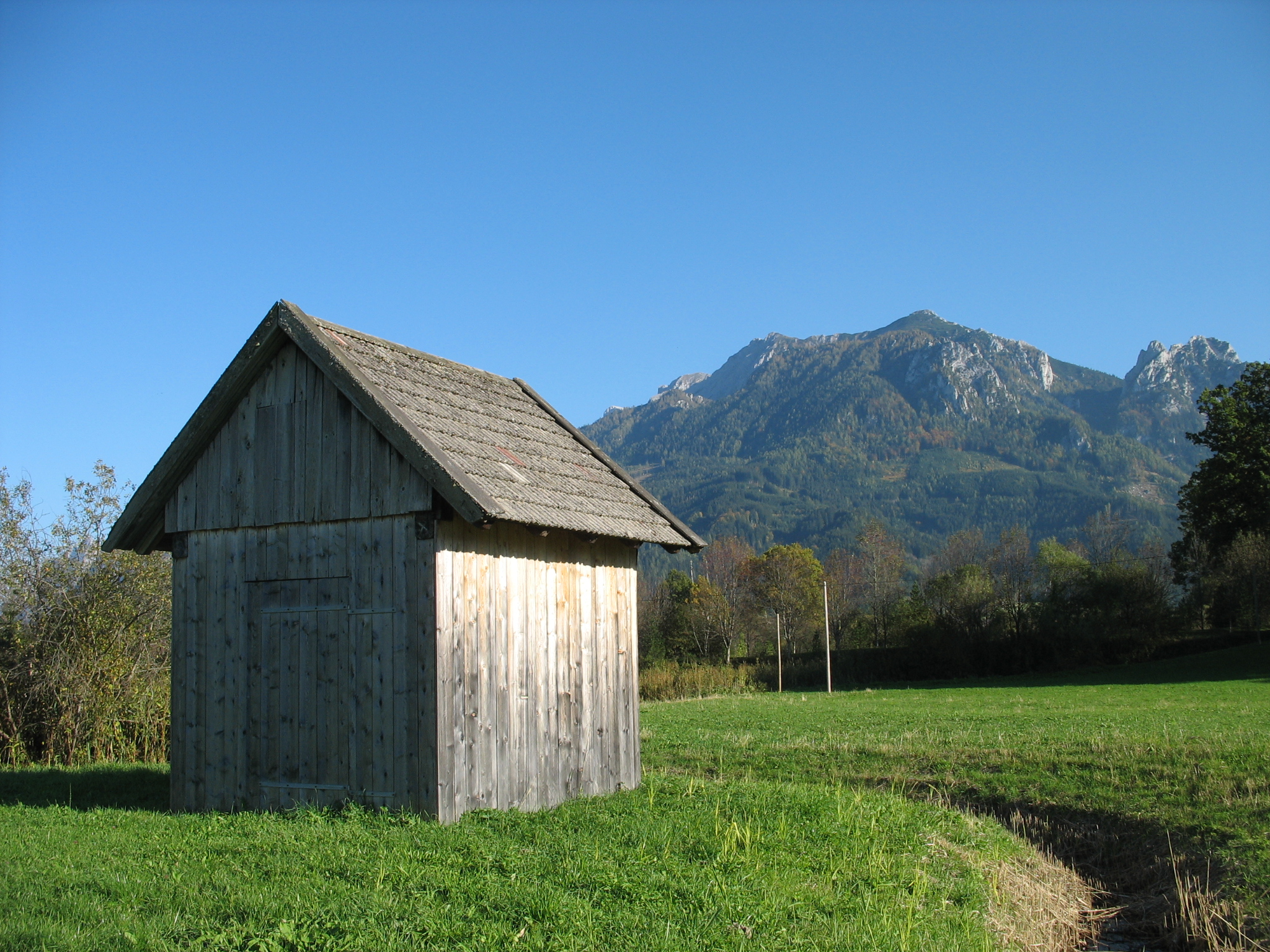
O baracă de ţară

Baraca (din limba franceză baraque, în rusă барак, în engleză shack, shed, în germană baracke) este o construcție provizorie sau semipermanentă, ușoară, fără subsol, așezată pe fundații puțin adânci. Se execută din lemn, din zidărie, din piatră, din cărămidă, din materiale aglomerate ușoare. Uneori se execută din panouri demontabile prefabricate, proiectate după un modul. Servește pentru locuit, adăpost temporar pentru muncitorii forestieri sau pentru soldați, birouri, magazie, prăvălie, depozite de materiale etc. Barăcile pot fi fixe, demontabile și mobile, când sunt echipate cu roți.